# Gary Herbert
Gary Richard Herbert (* 7. května 1947 American Fork, Utah, USA) je americký republikánský politik. Šest let působil v armádě. V letech 2005–2009 zastával funkci viceguvernéra Utahu, od roku 2009 je jeho v pořadí 17. guvernérem. Guvernérem se stal 11. srpna 2009 po rezignaci Jona Huntsmana.